# 掌叶假瘤蕨
掌叶假瘤蕨（学名：Phymatopteris digitata）为水龙骨科假瘤蕨属下的一个种。

## 扩展阅读
- 維基物種上的相關：掌叶假瘤蕨